# Comphotis ignicauda
Comphotis ignicauda is een vlindersoort uit de familie van de prachtvlinders (Riodinidae), onderfamilie Riodininae.
Comphotis ignicauda werd in 1878 beschreven door Godman & Salvin.